# Jamil Joseph
Jamil Joseph (ur. 17 stycznia 1991 w Vieux Fort) – piłkarz z Saint Lucia występujący na pozycji napastnika, obecnie zawodnik angielskiego Thackley.

## Kariera klubowa
Joseph rozpoczynał swoją karierę w zespole Vieux Fort South. Po roku spędzonym w pierwszej drużynie przeszedł do angielskiego klubu Thackley, występującego w dziewiątej klasie rozgrywkowej – Northern Counties East Football League.

## Kariera reprezentacyjna
W 2011 roku Joseph wystąpił w trzech spotkaniach reprezentacji Saint Lucia U–23 w ramach wstępnych kwalifikacji do Igrzysk Olimpijskich w Londynie. Jego drużyna po komplecie porażek odpadła wówczas już w pierwszej rundzie, zajmując ostatnie miejsce w grupie.
W seniorskiej reprezentacji Saint Lucia Joseph zadebiutował 8 lipca 2011 w przegranym 2:4 meczu z Arubą w ramach eliminacji do Mistrzostw Świata 2014. Cztery dni później, w wygranym 4:2 spotkaniu rewanżowym z tym samym rywalem strzelił trzy bramki, które były zarazem jego pierwszymi trafieniami w kadrze narodowej. Ostatecznie jego drużyna nie zdołała zakwalifikować się na mundial.